# 清河駅
座標: 北緯40度02分19秒 東経116度18分36秒 / 北緯40.03861度 東経116.31000度
清河駅（せいが-えき）は中華人民共和国北京市海淀区に位置する京張線の駅である。

## 歴史
- 1905年 - 開業。
- 2008年8月6日 - 北京市郊鉄路S2線が営業開始。
- 2016年11月1日 - 京張都市間鉄道建設工事のため駅休止。
- 2019年12月30日 - 京張都市間鉄道開通に伴い再開業。
- 2021年12月31日 - 地下鉄昌平線開業。

## 隣の駅
中国国鉄
京張線・京通線・京張都市間鉄道
北京北駅 - 清河駅 - 沙河駅
北京市郊鉄路懐柔密雲線
北京北駅 - 清河駅 - 昌平北駅
北京地下鉄
■13号線
上地駅 - 清河駅 - 西二旗駅
■昌平線
西二旗駅 - 清河駅 - 清河小営橋駅